# Thomas Cüpper

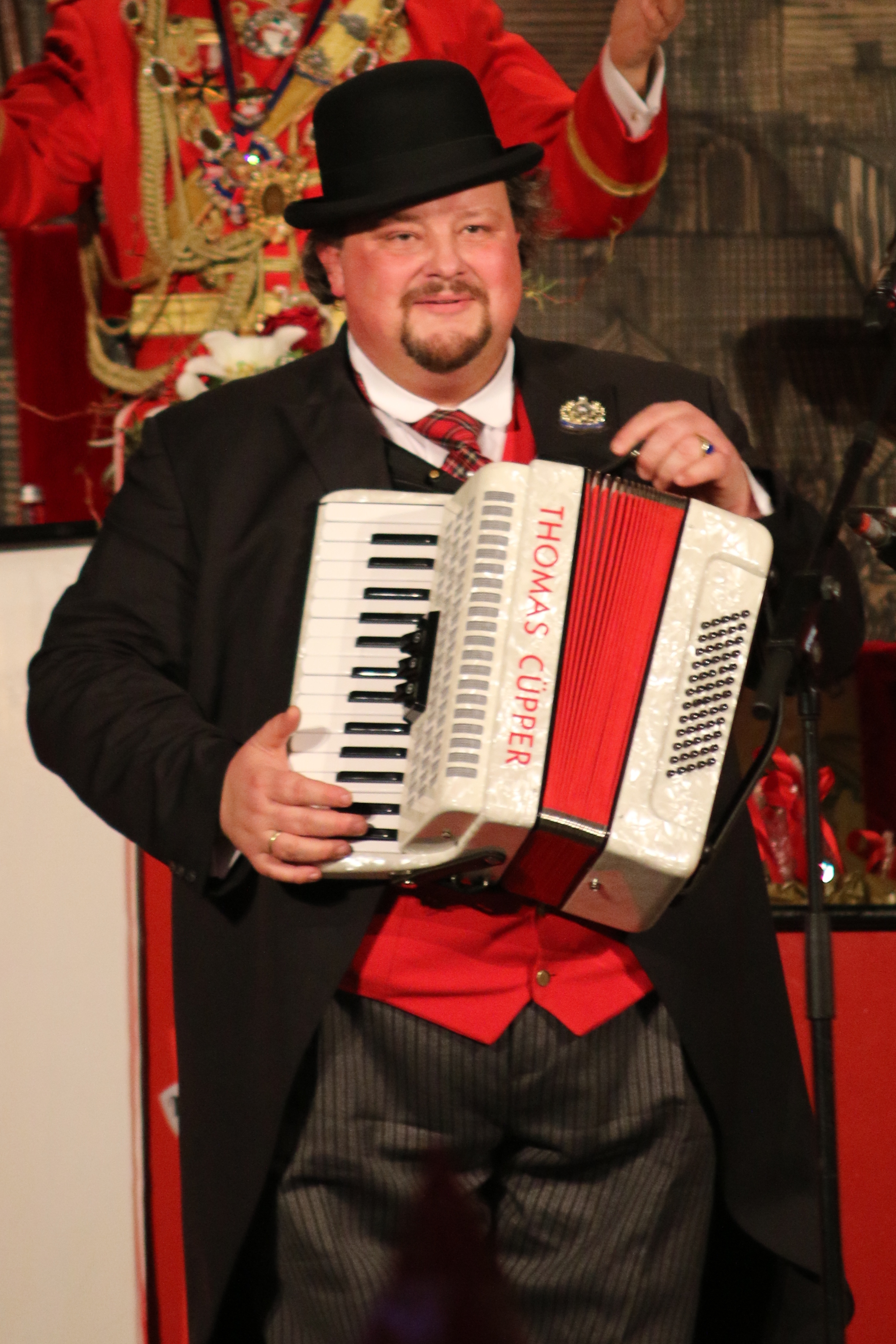
„Et Klimpermännche“ Thomas Cüpper (2014)

Thomas Peter Cüpper (* 9. September 1966 in Bensberg-Herkenrath, jetzt Bergisch Gladbach) ist ein deutscher Büttenredner, Conferencier, Musiker, Komponist und Textdichter, der unter seinem Künstlernamen „Et Klimpermännche“ meist in Kölscher Sprache (ripuarisch) schreibt und auftritt. Seit 1998 tritt er im Kölner Karneval auf und gilt als Kölsches Original.

## Leben
Cüpper erlernte ab dem fünften Lebensjahr das Spiel des Akkordeons und der Orgel. Zunächst war er seit dem 12. Lebensjahr als Alleinunterhalter vornehmlich auf WERSI-Orgeln in Köln und dem Umland bekannt. 1997 wurde er auf Empfehlung von Hubert Bel (damals Literat der KG Narrengilde Köln) dem Präsidenten des Festkomitees Kölner Karneval, Hans-Horst Engels, vorgestellt. Dieser engagierte ihn für die Kölner Prinzenproklamation und die WDR-Rundfunksitzung des Jahres 1999 und empfahl ihn dem Literarischen Komitee des Festkomitees Kölner Karneval, wo er dann zu Auftritten im Kölner Karneval zugelassen wurde.
Seit 1998 tritt er in Köln und im Rheinland als „Et Klimpermännche“ auf und ist besonders bekannt als Interpret von Willi-Ostermann-Liedern. Seine ersten Auftritte in den großen Kölner Sälen wie z. B. dem Gürzenich, dem Sartory oder der Flora, absolvierte er ab 1999 bei den Karnevalssitzungen der Ehrengarde der Stadt Köln 1902, wo er jeweils den Schlusspunkt des Programms setzte.
Mit der Art seiner Auftritte verkörpert er das traditionelle Genre des eher leisen Karnevals gepaart aus Büttenrede und Gesang. Durch Auftritte u. a. auf Sitzungen der Karnevalsgesellschaften Die Grosse von 1823, der Großen Kölner Karnevalsgesellschaft und den Kölschen Funken Rut-Weiß vun 1823 nahm seine Bekanntheit zu. Auch bei Ausstrahlungen der Karnevalssitzungen durch das ZDF und bei der ARD-Fernsehsitzung war er zu sehen.
Dass der moderne und traditionelle Karneval zwar unterschiedlich sind, trotzdem aber harmonieren können, zeigte sich bei zwei Konzerten der Kölner Gruppe Brings gemeinsam mit Thomas Cüpper im September 2008 in der Kulturkirche Köln-Nippes.
2012 erhielt Cüpper von Rolf Zuckowski die Genehmigung, das Lied In der Weihnachtsbäckerei mit einem Kölschen Sondertext zu versehen und zu veröffentlichen.
Seit 2015 ist er einer der wenigen Einzelinterpreten im Programm der Veranstaltungen der Lachenden Kölnarena und bei der Sessionseröffnung in der Kölnarena (heute Lanxess Arena), die mit jeweils 15.000 Besuchern zu den größten Karnevalsveranstaltung Deutschlands zählen.
Neben dem Karneval tritt Cüpper auch in Veranstaltungen zur Kölschen Weihnacht auf. Von 2003 bis 2016 veranstaltete er hierzu im großen Theatersaal des Bergischen Löwen zusammen mit u. a. Buchautor Heinz Monheim eigene Bühnenprogramme. In der Kölner Philharmonie trat er von 2005 bis zu deren letzten Aufführung im Dezember 2013 in der Weihnachtsveranstaltung von Ludwig Sebus Et jeit op hillich Ovend an als ständiger Gast auf.
Die Kölner Likörfabrik M. Laufenberg brachte im Februar 2017 einen Whiskylikör mit dem Namen Klimpermännche auf den Markt. Cüpper, der selbst bekennender Whiskygenießer ist, wirkte an der Rezeptur mit und entwarf das Flaschenetikett.
Seit 2007 ist Cüpper beim Kölner Label Dabbelju Music unter Vertrag; so entstanden die Lieder Metallemann, Höhnerwalzer und Dä Zeddel in Zusammenarbeit mit Wolfgang Löhr. In der Karnevalssession 2019 textete Cüpper das Lied Uns Sproch es Heimat zur Melodie der Hymne Flower of Scotland, das dem Kölner Sessionsmotto entsprach. Sonst immer als Solist auf der Bühne, wurde er in diesem Jahr durch den Dudelsackspieler Marc Steffen unterstützt.
Cüpper feierte 2020 sein 22-jähriges Bühnenjubiläum; er lebt mit seiner Frau in Bergisch Gladbach-Sand.

## Ehrungen (Auswahl)
(Quelle: )
- 1996: Großer Verdienstorden der Vereinigung zur Pflege und Erhaltung heimatlichen Brauchtums e.V., Bergisch Gladbach
- 1998: Großer Verdienstorden des BDK im Regionalverband Rhein-Berg in Silber
- 2009: Großer Verdienstorden des BDK im Regionalverband Rhein-Berg in Gold
- 2010: Ritterschlag zum „Ritter der Freude“ der Neuen Pulheimer Karnevalsgesellschaft
- 2010: Goldene Ehrennadel der Stadt Bergisch Gladbach
- 2011: Ernennung zum Leutnant der Reserve der Ehrengarde der Stadt Köln 1902 e.V.
- 2013: Ernennung zum Ehrenbaas des Carnevals-Comitees Fidele Ritter von Sand MMVIII
- 2014: Ernennung zum Ehrenmitglied der „Muuzemändelcher“, Die Kölner Karnevalisten 1949 e.V., Köln
- 2017: Ehrung mit dem Nostalgie-Erfolgs-Preis bei der „Lachenden Kölnarena“, Gastspieldirektion Otto Hofner GmbH
- 2018: Ernennung zum Leutnant der Reserve der Altstädter Köln von 1922
- 2019: Ernennung zum Ehrensenator der Kölsche Funke Rut-Wieß vun 1823, Köln
- 2020: Ernennung zum Ehrenlump der KG Schlenderhaner Lumpe, Köln
- 2021: Aufnahme als Puppe in das "Kölsche Hänneschen Thiater", Puppenspiele der Stadt Köln
- 2022: Verleihung der "Goldenen Maske", Stammtisch Kölner Karnevalisten 1951 e.V.
- 2023: Ernennung zum Ehrenmitglied der KG Dürscheder Mellsäck von 1975, Kürten-Dürscheid
- 2023: Ritterschlag zum „Montanusritter“ durch Ehrung mit der Montanusplakette der
  - Vereinigung zur Pflege und Erhaltung heimatlichen Brauchtums e.V., Bergisch Gladbach
- 2023: Ernennung zum Ehrensenator der Großen Braunsfelder Karnevalsgesellschaft von 1976 e.V., Köln
- 2024: Ernennung zum Ehrenmitglied des Dritten Knubbels der Kölsche Funke Rut-Wieß vun 1823 e.V., Köln
- 2025: Vereidigung als Funkenförderer der LNZ Lechenicher Narrenzunft von 1936 e.V., Erftstadt-Lechenich
- 2025: Ernennung zum Ehrenmitglied des Vereins K hoch 3 Kirche und Karneval in Köln-Junkersdorf e.V., Köln

## Diskographie

### Alben
- 2007: Kölsche Krätzjer 1, Dabbelju, Köln
- 2011: Kölsche Krätzjer 2, Dabbelju, Köln
- 2012: Kölle Singk, Thomas Cüpper singt Willi Ostermann, Dabbelju-Verlag, Köln
- 2020: Jede schöne Dag, Jubiläumsalbum 2x11 Jahre Thomas Cüpper, Dabbelju-Verlag, Köln

### Sampler/Singles
- 2010: De Prinzespang, Björn Heuser, Dabbelju, Köln, Megajeck 15
- 2012: Et Sag Blos Einer Ich Wör Zu Dönn, Thomas Cüpper / Ludwig Sebus, Carlton, Kölsche Foderkaat
- 2012: En d'r Weihnachtsbäckerei, Text: Thomas Cüpper, Musik: Rolf Zuckowski, Dabbelju Köln, Weihnacht en Kölle
- 2012: Weihnachtszigg, Hans-Jürgen Jansen, Dabbelju Köln, Weihnacht en Kölle
- 2014: Hamsterbäckche, Björn Heuser, Dabbelju, Köln, Megajeck 18
- 2015: Die Höhnerfarm vum Zilla, Willi Ostermann, Pavement Records, Kölsche Heimat 01 - Ahle Schätzje Neu Lackeet.
- 2015: Metallemann, Thomas Cüpper, Dabbelju, Köln, Megajeck 19
- 2016: Höhnerwalzer, Thomas Cüpper, Dabbelju, Köln, Megajeck 20
- 2017: Dä Zeddel, Thomas Cüpper, Dabbelju, Köln, Megajeck 21
- 2018: Uns Sproch es Heimat, Thomas Cüpper, Dabbelju, Köln, Megajeck 22
- 2019: Jo, wann et läuf, dann läuf et, Thomas Cüpper, Dabbelju, Köln, Megajeck 23
- 2020: Un dröm jo'mer en die Kellerbar, Ludwig Sebus & Thomas Cüpper, Dabbelju, Köln, Megajeck 24
- 2020: Der kölsche Algorithmus, Wolfgang Löhr & Thomas Cüpper, Dabbelju, Köln, Megajeck 24
- 2020: Jede schöne Dag, Thomas Cüpper, Dabbelju, Köln, Jede schöne Dag
- 2021: Janz janz höösch, Thomas Cüpper, Dabbelju, Köln, Megajeck 25
- 2021: Künnte mer nit e Milliönche han, Willi Ostermann, Thomas Cüpper und das Kohberg Orchester, Pavement Redcords, Kölsche Heimat 07 – Watt nötz die ganze Kümmerei?
- 2022: Dä Schwadlappe, Thomas Cüpper, Dabbelju, Köln, Megajeck 26

## Belege
1. ↑  KünstlerDetail – Kölsche Heimat. Abgerufen am 23. Oktober 2019.
2. ↑  Thomas Cüpper – eine Stimme wie Shellac / Kölner Karneval / Köln Nachrichten / / report-k.de - Kölns Internetzeitung. Abgerufen am 23. Oktober 2019.
3. ↑  Muuzemändelcher e.V. 1949 | Thomas Cüpper "Et Klimpermännche". Abgerufen am 23. Oktober 2019.
4. ↑  Anstehende Veranstaltungen » Abschlussveranstaltung des 15. Workshops – Karneval en Kölle un drömeröm: Ludwig Sebus & Thomas Cüpper » Kulturverein Schloss Eulenbroich. Abgerufen am 23. Oktober 2019.
5. ↑  Sitzungshoch am Freitag – Et Klimpermännche räumt bei Großer Kölner ab / Kölner Karneval / Köln Nachrichten / / report-k.de - Kölns Internetzeitung. Abgerufen am 23. Oktober 2019.
6. ↑  AWARDS – Thomas Cüpper – Et Klimpermännche. Abgerufen am 12. März 2025.

| Personendaten    | Personendaten                                                               |
| ---------------- | --------------------------------------------------------------------------- |
| NAME             | Cüpper, Thomas                                                              |
| ALTERNATIVNAMEN  | Cüpper, Thomas Peter (vollständiger Name); Et Klimpermännche (Künstlername) |
| KURZBESCHREIBUNG | deutscher Büttenredner, Conferencier, Musiker, Komponist und Textdichter    |
| GEBURTSDATUM     | 9. September 1966                                                           |
| GEBURTSORT       | Bensberg-Herkenrath                                                         |